# لاسي أندرسون
لاسي أندرسون (بالدنماركية: Lasse Andersson)‏ مواليد 11 مارس 1994، هو لاعب كرة يد دانمركي يلعب كظهير أيسر. يلعب حاليا مع نادي برشلونة لكرة اليد ويحمل الرقم 11. مثل منتخب الدنمارك لكرة اليد.

## الإنجازات
- الدوري الدنماركي لكرة اليد: 2
  -  ذهبية: 2014، 2015

## روابط خارجية
- لاسي أندرسون على موقع الاتحاد الدولي لكرة اليد (الإنجليزية)
- لاسي أندرسون على موقع الاتحاد الأوروبي لكرة اليد (الإنجليزية)
- لاسي أندرسون على موقع اللجنة الأولمبية الدولية (الإنجليزية)
- لاسي أندرسون على موقع أوليمبيديا (الإنجليزية)